# Troglodillo emarginatus
Troglodillo emarginatus là một loài chân đều trong họ Armadillidae. Loài này được Jackson miêu tả khoa học năm 1937.